# Lobusingkam
Lobusingkam is een bestuurslaag in het regentschap Tapanuli Utara van de provincie Noord-Sumatra, Indonesië. Lobusingkam telt 2406 inwoners (volkstelling 2010).